# Waldapfel László
Waldapfel László (Budapest, 1911. december 25. – Bugyonnij környéke, Szovjetunió, 1942. december 11.) matematikus.

## Élete
1934-ben a budapesti Pázmány Péter Tudományegyetemen (ma ELTE) matematika–fizika szakon tanári oklevelet szerzett. Nem kapott tanári kinevezést, így a Globus Konzervgyárban volt tisztviselő. Munkaszolgálatosként vesztette életét. Szaktárgyai mellett különösen pedagógiai és filozófiai kérdések érdekelték. Ismeretelméleti, illetve matematikai-logikai problémákkal foglalkozott.

## Művei
- Lélektani tanulmányok (Jelentés a Pázmány Péter Tudományegyetem Lélektani Intézetéből, I., Budapest, 1937)
- A permutációk profiljáról (Matematikai és Fizikai Lapok, 1943)

## Családja
Waldapfel János (1866–1935) pedagógus és Weisz Anna fia, Waldapfel József (1904–1968) irodalomtörténész, egyetemi tanár, Waldapfel Eszter (1906–1968) könyvtáros, történész és Trencsényi-Waldapfel Imre (1908–1970) klasszika-filológus, irodalomtörténész öccse. Apai nagyszülei Waldapfel Ármin és Deutsch Jozefin, anyai nagyszülei Weisz Sándor és Eiser Róza voltak.